# South Bloomfield (Ohio)
South Bloomfield es una villa ubicada en el condado de Pickaway en el estado estadounidense de Ohio. En el Censo de 2010 tenía una población de 1744 habitantes y una densidad poblacional de 157,4 personas por km².

## Geografía
South Bloomfield se encuentra ubicada en las coordenadas 39°42′58″N 82°59′34″O / 39.71611, -82.99278. Según la Oficina del Censo de los Estados Unidos, South Bloomfield tiene una superficie total de 11.08 km², de la cual 11.08 km² corresponden a tierra firme y (0%) 0 km² es agua.

## Demografía
Según el censo de 2010, había 1744 personas residiendo en South Bloomfield. La densidad de población era de 157,4 hab./km². De los 1744 habitantes, South Bloomfield estaba compuesto por el 97.08% blancos, el 0.92% eran afroamericanos, el 0.29% eran amerindios, el 0.17% eran asiáticos, el 0% eran isleños del Pacífico, el 0.17% eran de otras razas y el 1.38% pertenecían a dos o más razas. Del total de la población el 1.09% eran hispanos o latinos de cualquier raza.